# David Löfquist
David "Löken" Löfquist, född 6 augusti 1986, är en svensk fotbollsspelare som spelar för Kristianstad FC.

## Klubbkarriär
Löfquist började sin karriär hos Sölvesborgs GoIF och spelade då som anfallare fram till 2007 i samband med övergången till Mjällby AIF. Där skolades han om till mittfältare men gick sedan tillbaka i de gamla spåren 2009 när Erton Fejzullahu lämnade klubben. Det var den assisterande tränaren Anders Thorstensson som testade "Löken" på anfallspositionen och det gav direkt utdelning.
Den 5 december 2011 blev det helt klart att Löfquist från och med januari 2012 spelar för Parma i italienska Serie A.
Den 31 januari 2012 lånades Löfquist ut till Gubbio i Serie B. Den 31 augusti 2012 lånades David Löfquist ut till Malmö FF i Allsvenskan.
I mars 2017 återvände Löfquist till Mjällby AIF. I december 2019 förlängde han sitt kontrakt med två år. Den 1 april 2021 förlängde Löfquist sitt kontrakt i Mjällby fram över säsongen 2023.
Den 12 januari 2024 blev Löfquist klar för Kristianstad FC i Division 2.